# Daniel Bunk
Daniel Bunk (* 25. März 2004 in Wuppertal) ist ein deutscher Fußballspieler.

## Karriere

### Verein
Nach seinen Anfängen in der Jugend von Fortuna Wuppertal wechselte er im Sommer 2012 in die Jugendabteilung von Fortuna Düsseldorf. Nach insgesamt 18 Spielen in der B-Junioren-Bundesliga und 21 Spielen in der A-Junioren-Bundesliga, bei denen ihm insgesamt ein Tore gelang und mit einem langfristigen Vertrag ausgestattet, kam er dort auch zu seinem ersten Einsatz im Profibereich in der 2. Bundesliga, als er am 10. September 2022, dem 8. Spieltag, beim 3:1-Heimsieg gegen Hansa Rostock in der 90. Spielminute für Ao Tanaka eingewechselt wurde.

### Nationalmannschaft
Bunk bestritt seit 2019 für die U15, U16, U17, U18 und U19 des DFB insgesamt 17 Spiele, bei denen ihm zwei Tore gelangen.